# Marown Association Football Club
Il Marown A.F.C. è una società calcistica di Crosby, Isola di Man. Milita nella Division Two, la seconda divisione del campionato nazionale.

## Palmarès

### Prima squadra

#### Campionato
- Division Two (1)
  - Vincitore: 1997–98
  - Secondo classificato: 2011–12

#### Coppe
- Woods Cup (1)
  - Vincitore: 1997–98

### Squadra riserve

#### Coppe
- Junior Cup (1)
  - Vincitore: 2003–04